# James Stirling (mathématicien)
Pour les articles homonymes, voir James Stirling et Stirling.
James Stirling, né en mai 1692, à Garden près de Stirling, mort le 5 décembre 1770 à Édimbourg, est un mathématicien écossais.

## Biographie et contributions

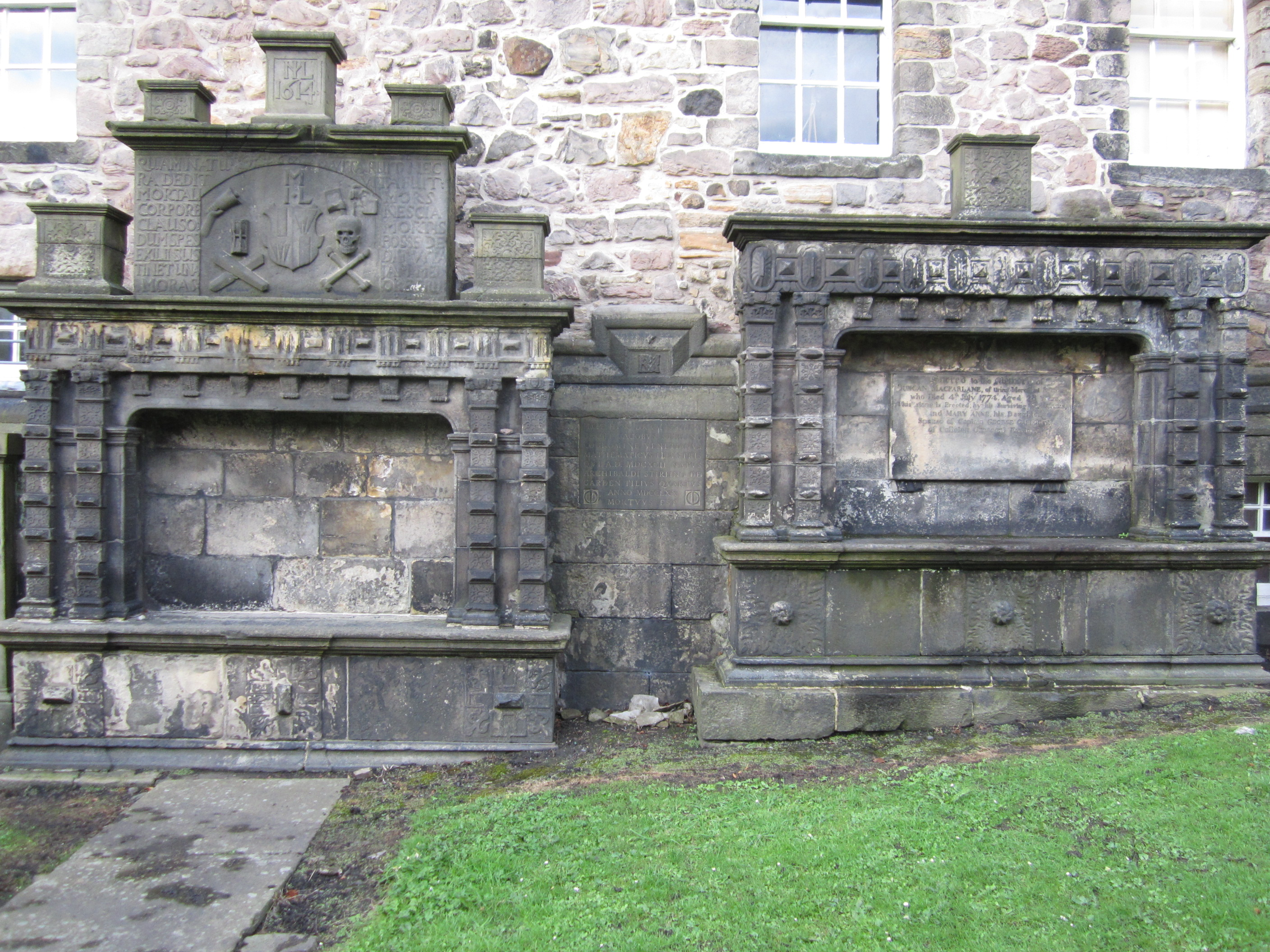
Emplacement du tombeau de James Stirling à Greyfriars Kirkyard, Edimbourg (Ecosse)

James ou Jacob Stirling, peut-être issu d'une famille plus anglaise qu'écossaise, fait ses études à Oxford, au Balliol College, à partir de 1710. Il en est écarté, vers 1717, pour des raisons politiques, car il soutient les Jacobites, les partisans des Stuarts. Mais l'élève Stirling a déjà eu le temps de vérifier les travaux de quelques mathématiciens chevronnés et de démontrer avec brio que l'illustre Newton a omis deux courbes dans son traité énumérant les  "courbes planes" de troisième ordre. À partir de ce moment, Newton, vigilant maître de la Royal Society et vieil ordonnateur de la science anglaise à l'aube du XVIIIe siècle, prend sous sa protection le jeune étudiant, à la fois prometteur en géométrie analytique et turbulent en politique confessionnelle.  
En 1717, le réfugié politique James Stirling, sous son nom italianisé Jacobo Stirling, occupe une chaire de mathématiques à Venise et publie l'ensemble de ses premiers travaux à Rome, Lineæ Tertii Ordinis Neutonianæ, sive illustratatio tractatus D. Neutoni de enumeratione linearum tertii ordinis, qui développent la théorie de Newton sur les courbes planes de degré 3, ajoutant un nouveau niveau de courbes aux 72 donnés par Newton. Mais ses travaux sont aussi la même année publiés à Oxford et Newton, le premier commanditaire et chercheur concerné, en reçoit des exemplaires.
Le problème des trajectoires orthogonales a été soulevé par Leibniz, et de nombreux mathématiciens autres que Stirling travaillèrent sur le problème (Jean Bernoulli, Nicolas Bernoulli I, Nicolas Bernoulli II et Leonhard Euler). On sait que Stirling résolut ce problème au début de 1716.
Lineae Tertii Ordinis Neutonianae contient d'autres résultats que Stirling avait obtenus. Ce sont des résultats sur les courbes à décroissance rapide, que l'on trouve dans la problématique de construction des dômes. James Stirling décrit en particulier, les propriétés de la courbe de la chaînette, car celle-ci présente le profil idéal d'une voûte, où le poids impose le moins de contraintes, et donc le moins de déformations. On retrouve ce problème de l'équilibre dans une voûte dans le rapport publié en 1748, par Giovanni Poleni, quand il a été mandaté par le pape Benoît XIV en 1743 pour examiner le dôme de la basilique Saint-Pierre de Rome, et effectuer la vérification statique de l'équilibre de la coupole, à la suite de l'apparition de fissures dès 1741, et qui risquait de s'effondrer. Dans son rapport au pape, Giovanni Poleni indiquera avoir utilisé les travaux de James Stirling, de 1717.
Lors de son séjour à Venise, il s’intéresse aux techniques verrières utilisées à Murano ; la légende indique qu'à cause de son intérêt pour cette activité il doit fuir à nouveau craignant pour sa vie, car il est soupçonné par les Vénitiens de vouloir voler le secret de la fabrication du verre de Murano. En 1721, il travaille à l'Université de Padoue. 
Il bénéficie alors de la clémence de la couronne britannique après les principaux soubresauts de la révolte jacobite, matés par la force militaire, et rejoint en 1722, l'université de Glasgow. 
En 1725, le mathématicien reconnu s'installe à Londres. Proposé par John Arbuthnot et Sir Alexander Cuming (en) il est élu fellow de la Royal Society le 3 novembre 1726, l'illustre société étant encore présidée de main ferme par Isaac Newton, vieillard le plus souvent souffreteux et grabataire
En 1730, Stirling publie à Londres format in quarto ses principaux travaux, précurseurs de l'analyse numérique, sous le titre Methodus differentialis, sive tractatus de summatione et interpolatione serierum infinitarum. Ils concernent les séries infinies, avec l'addition, la somme, l'interpolation et les puissances carrées. Il ajoute aux travaux d'Abraham de Moivre des suppléments importants. À cette époque, Stirling était en correspondance avec de Moivre, Cramer et Euler.
L'équivalent asymptotique de n!, pour lequel Stirling est le plus connu, apparaît à l'Exemple 2 de la Proposition 28 de Methodus Differentialis. Un des principaux objectifs de cet ouvrage était d'étudier des méthodes pour accélérer la convergence des séries. Stirling note d'ailleurs dans sa préface que Newton avait étudié ce problème. Beaucoup d'exemples de ses méthodes sont donnés, dont le problème de Leibniz de {\displaystyle \pi /4=1-1/3+1/5-1/7+1/9-}... Il applique également ses procédés d'accélération à la somme de la série {\displaystyle 1+1/4+1/9+1/16+...} dont la valeur exacte était encore inconnue à l'époque. Il obtient (Prop.11, exemple 1) la relation {\displaystyle \sum _{n=1}^{\infty }{\frac {1}{n^{2}}}=\sum _{n=1}^{\infty }{\frac {3}{n^{2}{2n \choose n}}}} qui lui permet d'obtenir la valeur approchée 1,644 934 066 848 226 43, mais ne reconnaît pas {\displaystyle \pi ^{2}/6}, ce qui sera fait par Euler peu d'années après.
Il donne également un théorème à propos de la convergence d'un produit infini. Dans ses travaux sur l'accélération de la convergence des séries se trouve une discussion des méthodes de de Moivre. L'ouvrage contient d'autres résultats sur la fonction Gamma d'Euler et la fonction hypergéometrique, ainsi que la définition des nombres de Stirling.
En 1735, il communique à la Royal Society un document Of the Figure of the Earth, and the Variation of Gravity on the Surface (Sur la figure de la Terre, et sur la variation de la force de gravité à sa surface). 
La même année, il change d'orientation, et revient en Écosse, pour devenir le directeur de la  compagnie minière (plomb et argent), Scots Mining Company (en), à Leadhills. En 1744, il publie un article décrivant une machine permettant d'éteindre les incendies dans les galeries de mines au moyen de l'eau, puis en 1745, un article concernant l'aérage des galeries de mines.
Il refuse d'occuper la chaire de mathématiques à l'Université d'Édimbourg, vacante au décès du mathématicien Colin Maclaurin le 14 juin 1746.
Le 30 juin 1746, il est élu membre étranger de l'Académie Royale de Berlin.
En 1753, pour des raisons financières, il doit démissionner de la Royal Society.
Il décède le 5 décembre 1770 à Édimbourg et repose au cimetière de  Greyfriars Kirkyard.

## Œuvres
- (la) Jacobo Stirling, Lineae tertii ordinis Neutonianae, sive Illustratio tractatus D. Neutoni de enumeratione linearum tertii ordinis, Edvardi Whistler bibliopolae Oxoniensis, 1717 (présentation en ligne).
- (en) James Stirling, A description of a machine to blow fire by the fall of water, Royal Society, 1744 (présentation en ligne).
- (la) Jacobo Stirling, Methodus differentialis, sive Tractatus de summatione et interpolatione serierum infinitarum, John Whiston, Benjamin White, 1764 (présentation en ligne).

## Biographie
- (en) Charles Tweedie (en), James Stirling : a sketch of his life and works along with his scientific correspondence, Clarendon Press, 1922, 213 p. (présentation en ligne).
- (en) John J. O'Connor et Edmund Robertson, James Stirling, Mac Tutor, 1998 (présentation en ligne).

## Hommages
- Une plaque commémorative Stirlings of Garden se trouve apposée dans la cathédrale de Dunblane (Écosse).
- Un astéroïde de la ceinture principale, découvert le 5 juillet 2000, porte son nom : (30445) Stirling.